# Chojnice
Chojnice (udtale: [xɔjˈɲit͡sɛ] , Kasjubisk: Chònice eller Chòjnice; tysk: Konitz eller Conitz)   er en by  i den  sydvestlige del af voivodskabet Pommern i det nordlige Polen tæt på Tucholaskoven. Den har   39.275(2021)  indbyggere og et areal på 21,37 km², og   er administrationsby for powiatet (amt) Chojnice.

## Historie
Chojnice blev grundlagt omkring 1205 i Gdańsk Pommern (Pommern), et hertugdømme der  på det tidspunkt var styret af Samboriderne, som oprindeligt var blevet udnævnt til guvernører i provinsen af Bolesław 3. Wrymouth i Polen. Byens navn er af polsk oprindelse og kommer fra navnet på floden Chojnica (i dag kaldet Jarcewska Struga), der lå nær byen. Navnet dukker først op i skriftlige dokumenter i 1275.
I 1309 overtog Den Tyske Orden byen, og Chojnice blev en del af Den Tyske Ordensstat. Under Winrich von Kniprode blev forsvarsaværker  og indre strukturer i byen blev forbedret betydeligt.  På samme tid bosatte Augustinianerne fra byen Stargard i Pommern sig i byen; de åbnede deres kloster i 1365. Tekstilproduktionen blomstrede, og mellem 1417 og 1436 blev Konitz et vigtigt center for tekstilproduktion.
Under den polsk-litauisk-teutoniske krig, i 1410, blev byen kortvarigt besat af polske tropper. I 1440 sluttede byen sig til det preussiske forbund, som modsatte sig teutonisk styre, men forlod senere organisationen. I 1454 genindarbejdede kong Kasimir 4. Jagiellon territoriet til Kongeriget Polen, og bybefolkningen væltede det pro-teutonske byråd i et forsøg på at tilslutte sig Polen, men rådet med de teutoniske riddere generobrede byen kort efter.   Den 18. september 1454 tabte den polske hær ledet af kong Kasimir 4. Jagiellon Slaget ved Chojnice. Under den efterfølgende Trettenårskrig var der forsøg fra bybefolkningen på at modstå de germanske riddere. Kort før krigens afslutning i 1466 overgav tropper fra den teutonske orden, ledet af kaptajn Kaspar Nostitz von Bethe,  byen til den polske hær ledet af Piotr Dunin, efter  tre måneders belejring. Det var den sidste teutonske by i Gdańsk Pommern.